# MyFonts
MyFonts是一家計算機字體線上銷售平台，由Bitstream公司創立於1999年。出售的字體可以看到詳細的在線預覽。除此之外，MyFonts還提供字體識別系統“WhatTheFont!”，允許用戶上傳圖像，由系統來智能判斷和識別圖中字體。
2012年3月，MyFonts被蒙納公司以5千萬美元的價格收購。

## 外部連結
- MyFonts（页面存档备份，存于）
- WhatTheFont! MyFonts （页面存档备份，存于）